# Legislació sobre l'avortament

Situació jurídica de l'avortament a diferents països del món.
Legal si es realitza abans d'un termini establert.
Legal en casos de risc per a la dona, violació, defectes del fetus o factors socioeconòmics.
Il·legal tret de casos de risc per a la dona, violació o defectes del fetus.
Il·legal tret de casos de risc per a la dona o violació.
Il·legal tret de casos de risc per a la dona.
Varia per regions.
Il·legal sense excepcions.
No n'hi ha informació.

La legislació sobre l'avortament és força diferent a cada país del món, i s'hi pot trobar tant des del lliure accés a l'avortament a serveis sanitaris públics i gratuïts fins a penes de presó per a qui el practiqui. Per tant, la pràctica de l'avortament voluntari està sotmesa a l'ordenament jurídic vigent de cada país, on es pot recollir o bé com a dret o bé com a delicte punible.

## Situació jurídica al món
- Sí: legal
- No: il·legal
- * : legal només durant el 1r trimestre.
- #: legal només durant el 1r i 2n trimestre.
- Restringit: legal però amb importants restriccions.
- Varia: varia per regió.
- ?: no es disposa d'informació fiable.

### A Àfrica
| País                            | Protecció de la vida de la dona | Salut física | Salut mental | Violació | Defectes del fetus | Factors socioeconòmics | A sol·licitud                              |
| ------------------------------- | ------------------------------- | ------------ | ------------ | -------- | ------------------ | ---------------------- | ------------------------------------------ |
| Angola                          | *                               | No           | No           | No       | No                 | No                     | No                                         |
| Algèria                         | #                               | #            | #            | No       | No                 | No                     | No                                         |
| Benín                           | Sí                              | No           | No           | No       | No                 | No                     | No                                         |
| Botswana                        | Sí                              | Sí           | Sí           | Sí       | Sí                 | No                     | No                                         |
| Burkina Faso                    | Sí                              | Sí           | Sí           | *        | Sí                 | No                     | No                                         |
| Burundi                         | Sí                              | Sí           | ?            | No       | No                 | No                     | No                                         |
| Cap Verd                        | Sí                              | Sí           | Sí           | *        | Sí                 | *                      | *                                          |
| Camerun                         | Sí                              | Sí           | ?            | Sí       | No                 | No                     | No                                         |
| Txad                            | Sí                              | No           | No           | No       | No                 | No                     | No                                         |
| Comores                         | Sí                              | Sí           | ?            | No       | No                 | No                     | No                                         |
| Costa d'Ivori                   | Sí                              | No           | No           | No       | No                 | No                     | No                                         |
| Egipte                          | Restringit                      | No           | No           | No       | No                 | No                     | No                                         |
| Eritrea                         | Sí                              | Sí           | ?            | No       | No                 | No                     | No                                         |
| Etiòpia                         | Sí                              | Sí           | ?            | No       | No                 | No                     | No                                         |
| Gabon                           | Sí                              | No           | No           | No       | No                 | No                     | No                                         |
| Gàmbia                          | Sí                              | Sí           | Sí           | No       | No                 | No                     | No                                         |
| Ghana                           | Sí                              | Sí           | Sí           | Sí       | Sí                 | No                     | No                                         |
| Guinea                          | Sí                              | Sí           | Sí           | Sí       | Sí                 | No                     | No                                         |
| Guinea Equatorial               | Sí                              | Sí           | ?            | No       | No                 | No                     | No                                         |
| Guinea-Bissau                   | Sí                              | *            | *            | *        | *                  | *                      | *                                          |
| Kenya                           | Restringit                      | Restringit   | Restringit   | No       | No                 | No                     | No                                         |
| Lesotho                         | Sí                              | No           | No           | No       | No                 | No                     | No                                         |
| Libèria                         | Sí                              | Sí           | Sí           | Sí       | Sí                 | No                     | No                                         |
| Líbia                           | Sí                              | No           | No           | No       | No                 | No                     | No                                         |
| Madagascar                      | Sí                              | No           | No           | No       | No                 | No                     | No                                         |
| Malawi                          | Restringit                      | No           | No           | No       | No                 | No                     | No                                         |
| Mali                            | Sí                              | No           | No           | No       | No                 | No                     | No                                         |
| Maurici                         | Sí                              | No           | No           | No       | No                 | No                     | No                                         |
| Marroc                          | *                               | *            | *            | No       | No                 | No                     | No                                         |
| Mauritània                      | Sí                              | No           | No           | No       | No                 | No                     | No                                         |
| Moçambic                        | Sí                              | Sí           | Sí           | No       | No                 | No                     | * (il·legal, però es permet selectivament) |
| Namíbia                         | Sí                              | Sí           | Sí           | Sí       | Sí                 | No                     | No                                         |
| Níger                           | Sí                              | No           | No           | No       | No                 | No                     | No                                         |
| Nigèria                         | Sí                              | Sí           | Sí           | No       | No                 | No                     | No                                         |
| República Centreafricana        | Sí                              | No           | No           | No       | No                 | No                     | No                                         |
| República del Congo             | Sí                              | No           | No           | No       | No                 | No                     | No                                         |
| República Democràtica del Congo | Sí                              | No           | No           | No       | No                 | No                     | No                                         |
| Ruanda                          | Sí                              | Sí           | Sí           | No       | No                 | No                     | No                                         |
| São Tomé i Príncipe             | *                               | No           | No           | No       | No                 | No                     | No                                         |
| Senegal                         | Sí                              | No           | No           | No       | No                 | No                     | No                                         |
| Seychelles                      | *                               | *            | *            | *        | *                  | No                     | No                                         |
| Sierra Leone                    | Sí                              | Sí           | Sí           | No       | No                 | No                     | No                                         |
| Somàlia                         | Sí                              | No           | No           | No       | No                 | No                     | No                                         |
| Swazilàndia                     | Sí                              | No           | No           | No       | No                 | No                     | No                                         |
| Sud-àfrica                      | #                               | #            | #            | #        | #                  | #                      | *                                          |
| Sudan                           | Sí                              | No           | No           | Sí       | No                 | No                     | No                                         |
| Tanzània                        | Sí                              | Sí           | Sí           | No       | No                 | No                     | No                                         |
| Togo                            | *                               | ?            | ?            | ?        | ?                  | No                     | No                                         |
| Tunísia                         | Sí                              | *            | *            | *        | *                  | *                      | *                                          |
| Uganda                          | Sí                              | Sí           | Sí           | No       | No                 | No                     | No                                         |
| Djibouti                        | Sí                              | ?            | ?            | No       | No                 | No                     | No                                         |
| Zàmbia                          | Sí                              | Sí           | Sí           | No       | Sí                 | Sí                     | No                                         |
| Zimbabwe                        | Sí                              | Sí           | No           | Sí       | Sí                 | No                     | No                                         |

### A l'Amèrica del Nord i Central
| País                           | Protecció de la vida de la dona | Salut física | Salut mental | Violació | Defectes del fetus | Factors socioeconòmics | A sol·licitud |
| ------------------------------ | ------------------------------- | ------------ | ------------ | -------- | ------------------ | ---------------------- | ------------- |
| Antigua i Barbuda              | *                               | No           | No           | No       | No                 | No                     | No            |
| Bahamas                        | Sí                              | Sí           | Sí           | ?        | ?                  | No                     | No            |
| Barbados                       | no                              | Sí           | Sí           | Sí       | Sí                 | Sí                     | No            |
| Belize                         | Sí                              | Sí           | Sí           | No       | Sí                 | Sí                     | No            |
| Canadà                         | Sí                              | Sí           | Sí           | Sí       | Sí                 | Sí                     | Sí            |
| Costa Rica                     | Sí                              | Sí           | ?            | No       | No                 | No                     | No            |
| Cuba                           | Sí                              | Sí           | Sí           | Sí       | Sí                 | Sí                     | Sí            |
| Dominica                       | Sí                              | No           | No           | No       | No                 | No                     | No            |
| El Salvador                    | No                              | No           | No           | No       | No                 | No                     | No            |
| Estats Units                   | Sí                              | Sí           | Sí           | Sí       | Sí                 | Sí                     | Varía         |
| Grenada                        | Sí                              | Sí           | Sí           | No       | No                 | No                     | No            |
| Guatemala                      | Sí                              | No           | No           | No       | No                 | No                     | No            |
| Haití                          | Sí                              | ?            | No           | ?        | ?                  | No                     | No            |
| Honduras                       | Restringit                      | No           | No           | No       | No                 | No                     | No            |
| Jamaica                        | Restringit                      | Restringit   | Restringit   | No       | No                 | No                     | No            |
| Mèxic                          | Sí                              | Si           | Si           | Sí       | Sí                 | Varia                  | Varia         |
| Nicaragua                      | No                              | No           | No           | No       | No                 | No                     | No            |
| Panamà                         | Sí                              | Sí           | No           | *        | Sí                 | No                     | No            |
| Puerto Rico                    | Sí                              | Sí           | Sí           | Sí       | Sí                 | Sí                     | Sí            |
| República Dominicana           | No                              | No           | No           | No       | No                 | No                     | No            |
| Saint Christopher i Nevis      | Sí                              | Sí           | Sí           | No       | No                 | No                     | No            |
| Saint Vincent i les Grenadines | Sí                              | Sí           | Sí           | Sí       | Sí                 | Sí                     | No            |
| Saint Lucia                    | Sí                              | Sí           | Sí           | No       | No                 | No                     | No            |
| Trinitat i Tobago              | Sí                              | Sí           | Sí           | No       | No                 | No                     | No            |

### A l'Amèrica del Sud
| País      | Protecció de la vida de la dona | Salut física | Salut mental | Violació   | Defectes del fetus | Factors socioeconòmics | A sol·licitud  |
| --------- | ------------------------------- | ------------ | ------------ | ---------- | ------------------ | ---------------------- | -------------- |
| Argentina | Sí                              | Sí           | Sí           | Si         | Sí                 | Sí                     | Sí             |
| Bolívia   | Sí                              | Sí           | ?            | Sí         | No                 | No                     | No             |
| Brazil    | Sí                              | Sí           | Sí           | Sí         | Restringit         | No                     | No             |
| Xile      | No                              | No           | No           | No         | No                 | No                     | No             |
| Colòmbia  | Sí                              | Sí           | Sí           | Sí         | Si                 | No                     | No             |
| Equador   | Sí                              | Sí           | Sí           | Restringit | No                 | No                     | No             |
| Guyana    | Sí                              | *            | *            | *          | *                  | *                      | *              |
| Paraguai  | Sí                              | No           | No           | No         | No                 | No                     | No             |
| Perú      | Sí                              | Sí           | Sí           | No         | No                 | No                     | No             |
| Surinam   | Sí                              | No           | No           | No         | No                 | No                     | No             |
| Uruguai   | Sí                              | Sí           | Sí           | Sí         | Sí                 | Sí                     | Sí 12 setmanes |
| Veneçuela | Si                              | No           | No           | No         | No                 | No                     | No             |

### A Àsia
| País                | Protecció de la vida de la dona | Salut física | Salut mental | Violació   | Defectes del fetus | Factors socioeconòmics | A sol·licitud |
| ------------------- | ------------------------------- | ------------ | ------------ | ---------- | ------------------ | ---------------------- | ------------- |
| Afganistan          | Sí                              | No           | No           | No         | No                 | No                     | No            |
| Aràbia Saudita      | *                               | Restringit   | Restringit   | No         | No                 | No                     | No            |
| Bangladesh          | Sí                              | *            | *            | *          | *                  | *                      | *             |
| Bahrain             | Sí                              | Sí           | Sí           | Sí         | Sí                 | Sí                     | Sí            |
| Bhutan              | ?                               | ?            | ?            | ?          | ?                  | ?                      | ?             |
| Brunei              | Sí                              | No           | No           | No         | No                 | No                     | No            |
| Cambodja            | Sí                              | Sí           | Sí           | Sí         | Sí                 | Sí                     | Sí            |
| Corea del Nord      | Sí                              | Sí           | Sí           | Sí         | Sí                 | Sí                     | Sí            |
| Corea del Sud       | Restringit                      | Restringit   | Restringit   | Restringit | Restringit         | Restringit             | Restringit    |
| Xina                | Sí                              | Sí           | Sí           | Sí         | Sí                 | Sí                     | Sí            |
| Emirats Àrabs Units | Restringit                      | No           | No           | No         | No                 | No                     | No            |
| Filipines           | Sí                              | No           | No           | No         | No                 | No                     | No            |
| Hong Kong           | Sí                              | Sí           | Sí           | Sí         | No                 | No                     | No            |
| Índia               | Sí                              | Sí           | #            | #          | #                  | #                      | No            |
| Indonèsia           | Sí                              | No           | No           | No         | No                 | No                     | No            |
| Iran                | Sí                              | No           | No           | No         | No                 | No                     | No            |
| Iraq                | Restringit                      | No           | No           | No         | Restringit         | No                     | No            |
| Israel              | Sí                              | Sí           | Sí           | Sí         | Sí                 | No                     | No            |
| Japó                | #                               | #            | #            | #          | #                  | #                      | No            |
| Jordània            | Sí                              | Sí           | Sí           | No         | No                 | No                     | No            |
| Kazakhstan          | #                               | #            | #            | #          | #                  | #                      | *             |
| Kirguizstan         | #                               | #            | #            | #          | #                  | #                      | *             |
| Kuwait              | Restringit                      | Restringit   | Restringit   | No         | Restringit         | No                     | No            |
| Laos                | Sí                              | No           | No           | No         | No                 | No                     | No            |
| Líban               | Sí                              | No           | No           | No         | No                 | No                     | No            |
| Malàisia            | *                               | *            | *            | No         | No                 | No                     | No            |
| Maldives            | Restringit                      | Restringit   | No           | No         | No                 | No                     | No            |
| Mongòlia            | Restringit                      | Restringit   | *            | *          | *                  | *                      | *             |
| Birmània            | Sí                              | No           | No           | No         | No                 | No                     | No            |
| Nepal               | Sí                              | Sí           | Sí           | Sí         | Sí                 | *                      | *             |
| Oman                | Sí                              | No           | No           | No         | No                 | No                     | No            |
| Qatar               | Sí                              | Sí           | Sí           | No         | Restringit         | No                     | No            |
| Pakistan            | Sí                              | Sí           | Sí           | No         | No                 | No                     | No            |
| Singapur            | Sí                              | Sí           | Sí           | #          | #                  | #                      | #             |
| Síria               | Restringit                      | No           | No           | No         | No                 | No                     | No            |
| Sri Lanka           | Sí                              | No           | No           | No         | No                 | No                     | No            |
| Tadjikistan         | #                               | #            | #            | #          | #                  | #                      | *             |
| Tailàndia           | Sí                              | Sí           | Sí           | Sí         | No                 | No                     | No            |
| Turkmenistan        | #                               | #            | #            | #          | #                  | #                      | *             |
| Uzbekistan          | #                               | #            | #            | #          | #                  | #                      | *             |
| Vietnam             | Sí                              | Sí           | Sí           | Sí         | Sí                 | Sí                     | Sí            |
| Iemen               | Sí                              | No           | No           | No         | No                 | No                     | No            |

### A Europa

#### A l'Europa Occidental
| País              | Protecció de la vida de la dona | Salut física | Salut mental | Violació        | Defectes del fetus | Factors socioeconòmics | A sol·licitud |
| ----------------- | ------------------------------- | ------------ | ------------ | --------------- | ------------------ | ---------------------- | ------------- |
| Alemanya          | Sí                              | Sí           | Sí           | Sí              | Sí                 | Sí                     | Sí            |
| Andorra           | No                              | No           | No           | No              | No                 | No                     | No            |
| Àustria           | Sí                              | Sí           | Sí           | *               | Sí                 | *                      | *             |
| Bèlgica           | Sí                              | Sí           | Sí           | Sí              | Sí                 | Sí                     | #             |
| Dinamarca         | Sí                              | Sí           | Sí           | Sí              | Sí                 | Sí                     | Sí            |
| Espanya           | Sí 22 setm.                     | Sí 14 setm.  | Sí 14 setm.  | * (14 setmanes) | # (22 setmanes)    | Sí 14 setm.            | Varía         |
| Finlàndia         | Sí                              | Sí           | Sí           | #               | #                  | #                      | No            |
| França            | Sí                              | Sí           | Sí           | *               | Sí                 | *                      | *             |
| Islàndia          | Sí                              | Sí           | Sí           | Sí              | Sí                 | Sí                     | No            |
| Irlanda           | Sí                              | No           | No           | No              | No                 | No                     | No            |
| Itàlia            | Sí                              | Sí           | Sí           | *               | Sí                 | *                      | *             |
| Liechtenstein     | Sí                              | Sí           | Sí           | No              | No                 | No                     | No            |
| Luxemburg         | Restringit                      | Restringit   | Restringit   | Restringit      | Restringit         | Restringit             | No            |
| Malta             | No                              | No           | No           | No              | No                 | No                     | No            |
| Mònaco            | Sí                              | No           | No           | No              | No                 | No                     | No            |
| Noruega           | Sí                              | Sí           | Sí           | Sí              | Sí                 | Sí                     | Sí            |
| Països Baixos     | Sí                              | Sí           | Sí           | Sí              | Sí                 | Sí                     | #             |
| Portugal          | Sí 24 setm.                     | Sí 24 setm.  | Sí 24 setm.  | * (16 setmanes) | # (24 setmanes)    | Sí 10 setm.            | Sí 10 setm.   |
| Regne Unit        | Sí                              | #            | #            | No              | Sí                 | #                      | No            |
| República Txeca   | #                               | #            | *            | *               | #                  | *                      | *             |
| San Marino        | Sí                              | Sí           | Sí           | Sí              | Sí                 | Sí 12 setm.            | Sí 12 setm.   |
| Suècia            | Sí                              | Sí           | Sí           | Sí              | Sí                 | Sí                     | Sí            |
| Suïssa            | Sí                              | Sí           | Sí           | Sí              | Sí                 | *                      | *             |
| Ciutat del Vaticà | No                              | No           | No           | No              | No                 | No                     | No            |

#### A l'Europa de l'Est
| País                 | Protecció de la vida de la dona | Salut física | Salut mental | Violació | Defectes del fetus | Factors socioeconòmics | A sol·licitud |
| -------------------- | ------------------------------- | ------------ | ------------ | -------- | ------------------ | ---------------------- | ------------- |
| Albània              | Sí                              | Sí           | Sí           | Sí       | Sí                 | Sí                     | No            |
| Azerbaidjan          | Sí                              | Sí           | Sí           | Sí       | Sí                 | Sí                     | *             |
| Belarus              | Sí                              | Sí           | Sí           | Sí       | Sí                 | Sí                     | Sí            |
| Bòsnia i Hercegovina | Sí                              | Sí           | Sí           | Sí       | Sí                 | Sí                     | Sí            |
| Bulgària             | Sí                              | #            | *            | *        | Sí                 | *                      | *             |
| Croàcia              | Sí                              | Sí           | Sí           | Sí       | Sí                 | Sí                     | Sí            |
| Xipre                | Sí                              | Sí           | Sí           | Sí       | Sí                 | No                     | No            |
| Eslovàquia           | #                               | #            | *            | #        | #                  | *                      | *             |
| Eslovènia            | Sí                              | Sí           | Sí           | Sí       | Sí                 | Sí                     | Sí            |
| Estònia              | Sí                              | Sí           | Sí           | Sí       | Sí                 | Sí                     | Sí            |
| Geòrgia              | #                               | #            | #            | #        | #                  | #                      | *             |
| Grècia               | Sí                              | Sí           | Sí           | Sí       | Sí                 | Sí                     | Sí            |
| Hongria              | Sí                              | Sí           | Sí           | Sí       | Sí                 | Sí                     | Sí            |
| Letònia              | Sí                              | Sí           | Sí           | Sí       | Sí                 | Sí                     | Sí            |
| Lituània             | Sí                              | Sí           | Sí           | Sí       | Sí                 | Sí                     | Sí            |
| Macedònia del Nord   | Sí                              | Sí           | Sí           | Sí       | Sí                 | Sí                     | Sí            |
| Moldova              | Sí                              | Sí           | Sí           | Sí       | Sí                 | Sí                     | *             |
| Montenegro           | Sí                              | Sí           | Sí           | Sí       | Sí                 | Sí                     | Sí            |
| Polònia              | Sí                              | Sí           | *            | *        | *                  | No                     | No            |
| Romania              | Sí                              | Sí           | Sí           | *        | Sí                 | *                      | *             |
| Rússia               | #                               | #            | #            | #        | #                  | #                      | *             |
| Sèrbia               | Sí                              | Sí           | Sí           | Sí       | Sí                 | Sí                     | Sí            |
| Turquia              | Restringit                      | Restringit   | Restringit   | *        | Restringit         | *                      | *             |
| Ucraïna              | #                               | #            | #            | #        | #                  | #                      | *             |

### A Oceania
| País              | Protecció de la vida de la dona | Salut física | Salut mental | Violació | Defectes del fetus | Factors socioeconòmics | A sol·licitud |
| ----------------- | ------------------------------- | ------------ | ------------ | -------- | ------------------ | ---------------------- | ------------- |
| Austràlia         | Sí                              | Varía        | Varía        | Varía    | Varía              | Varía                  | Varía         |
| Fiji              | Sí                              | Sí           | Sí           | ?        | ?                  | Sí                     | No            |
| Illes Cocos       | Sí                              | Sí           | Sí           | No       | No                 | No                     | No            |
| Illes Marshall    | Restringit                      | No           | No           | No       | No                 | No                     | No            |
| Salomó            | Restringit                      | No           | No           | No       | No                 | No                     | No            |
| Kiribati          | Sí                              | No           | No           | No       | No                 | No                     | No            |
| Micronèsia        | Sí                              | No           | No           | No       | No                 | No                     | No            |
| Nauru             | Restringit                      | Restringit   | Restringit   | No       | No                 | No                     | No            |
| Nova Zelanda      | Sí                              | Sí           | Sí           | Sí       | Sí                 | No                     | No            |
| Niue              | Sí                              | ?            | ?            | No       | No                 | No                     | No            |
| Palau             | Sí                              | No           | No           | No       | No                 | No                     | No            |
| Papua Nova Guinea | *                               | *            | *            | No       | No                 | No                     | No            |
| Samoa             | Sí                              | Sí           | Sí           | No       | No                 | No                     | No            |
| Tonga             | Sí                              | No           | No           | No       | No                 | No                     | No            |
| Tuvalu            | Sí                              | No           | No           | No       | No                 | No                     | No            |
| Vanuatu           | No                              | Sí           | Sí           | No       | No                 | No                     | No            |